# Ha Chang-rae
Ha Chang-rae (kor. 하창래; * 16. Oktober 1994) ist ein südkoreanischer Fußballspieler.

## Karriere
Ha Chang-rae erlernte das Fußballspielen in den Schulmannschaften der Pogok Elementary School, Chung-Ang University School sowie in der Universitätsmannschaft der Chung-Ang University. Seinen ersten Vertrag unterschrieb er 2017 bei Incheon United. Das Fußballfranchise aus Incheon spielte in der ersten Liga des Landes, der K League 1. Für Incheon bestritt er 20 Erstligaspiele. 2018 wechselte er zum Ligakonkurrenten Pohang Steelers nach Pohang. Von März 2021 bis September 2022 wird der für den Gimcheon Sangmu FC in Gimcheon in der zweiten Liga spielen. Zu den Spielern des Vereins zählen südkoreanische Profifußballer, die ihren Militärdienst ableisten. Anfang September 2022 kehrte er zu den Steelers zurück. Nach insgesamt 124 Ligaspielen für Pohang wechselte er im Januar 2024 nach Japan. Hier unterschrieb er einen Vertrag beim Erstligisten Nagoya Grampus. Nach 24 Erstligaspielen wechselte er im Januar 2025 auf Leihbasis zum südkoreanischen Erstligisten Daejeon Hana Citizen FC.